# Flitterwochen zu dritt
Flitterwochen zu dritt ist ein US-amerikanischer Spielfilm aus dem Jahr 1945.

## Handlung
Cynthia Glenn lebt in Los Angeles bei ihrer Tante Nona und ihrem Onkel Hobart. Sie arbeitet als Schwimmlehrerin in einem Stadtbad. Dort lernt sie den Geschäftsmann Robert G. Delbar kennen, der sich in sie verliebt. In der Folgezeit wirbt er heftigst um die Gunst der attraktiven jungen Frau. Sie willigt schließlich in die Ehe ein. 
Die Flitterwochen verbringt das junge Paar in einem Kurort in den Bergen. Doch nach nur kurzer Zeit verlangen die Geschäfte von Robert, dass er wieder abreisen muss. Cynthia bleibt allein zurück. Sie freundet sich mit Nils Knudsen an. Der Star der Metropolitan Opera weilt in dem Kurort, um mit einer strengen Diät abzunehmen. Dies fällt dem sympathischen Mann jedoch äußerst schwer. Doch unter der strengen Aufsicht der Hotelchefin Sarah Fenway kommt er kaum noch an Essbares heran. Cynthia macht außerdem die Bekanntschaft des Kriegsheimkehrer Major Thomas Milvaine. Sie gibt ihm Schwimmunterricht und er unterhält sie mit Kriegsgeschichten. Gemeinsam unternehmen sie Wanderungen in den Bergen. Währenddessen kämpft Nils Knudsen weiter mit seiner Diät. Die Hotelgäste möchten die Gesangskünste des Sängers genießen. Er jedoch verweigert dem Orchester von Tommy Dorsey so lange einen Auftritt, bis er schließlich ein Steak serviert bekommt. Nils findet mit seinem Kummer Gehör bei Cynthia, die ihm wiederum von ihrer Liebe zu Thomas Milvaine erzählt. 
Als die Rückkehr von Ehemann Robert naht, arrangiert Maude Bancroft, die Tochter des Geschäftsfreundes von Robert, dass sein Aufenthalt fern der Flitterwochen noch etwas länger dauert. Cynthia begibt sich nun allein auf eine Wanderung, um über ihre Lebenssituation nachzudenken. Thomas folgt ihr jedoch. Als die Nacht einbricht, stellen sie fest, dass sie sich verirrt haben. Sie verbringen die Nacht im Wald und beschließen am Morgen, den Weg zum Hotel wiederzufinden. Währenddessen kommt Robert zurück und findet Cynthias Bett unbenutzt vor. Seine Eifersucht wächst, als Cynthia schließlich gemeinsam mit Thomas zurück ins Hotel kommt. Die Eheleute geraten darüber in Streit und Cynthia gesteht ihm die Liebe zu Thomas. Nachdem beide einig über die Annullierung ihrer Ehe sind, kehrt Cynthia in das Haus von Tante Nona und Onkel Hobart nach Los Angeles zurück. Nils kümmert sich um den verzweifelten Thomas und arrangiert ein Ständchen Cynthias Haus. Thomas kann mit diesem Ständchen endgültig das Herz Cynthias gewinnen.

## Kritiken
„Die dünne Handlung wird nur durch die bekannte Wasserakrobatik von Esther Williams und ein paar swingende Melodien des Orchesters Tommy Dorsey aufgemöbelt.“